# Lalage leucopyga
Lalage leucopyga е вид птица от семейство Campephagidae.

## Разпространение
Видът е разпространен във Вануату, Нова Каледония и Соломоновите острови.